# Bendis bayamona
Bendis bayamona är en fjärilsart som beskrevs av William Schaus 1940. Bendis bayamona ingår i släktet Bendis och familjen nattflyn. Inga underarter finns listade i Catalogue of Life.